# ランボー/怒りの脱出
『ランボー/怒りの脱出』（ランボー/いかりのだっしゅつ、Rambo: First Blood Part II）は、シルヴェスター・スタローンが主演したアメリカ合衆国のアクション映画。『ランボー』（First Blood）の続編にあたる。
1985年に公開されるや、世界各地で大ヒットした。本国アメリカでは1億5千万ドルを稼ぎ出し、その年の全米興行収入2位を記録。
本作は1985年度のラジー賞にて4部門を受賞（最低作品賞、最低主演男優賞、最低脚本賞、最低主題歌賞）。

## ストーリー
服役中のジョン・ランボーを訪ねた元上官であるサミュエル・トラウトマン大佐は、特赦と引き換えに極秘任務を行うようランボーを説得する。その任務とは、戦時中ランボーが脱走したベトナムの捕虜収容所付近に潜入し、戦後10年以上が経過した今なお囚われている戦争捕虜の証拠写真を撮影して帰ることであった。
任務を承諾したランボーは、CIA所属のマードックの支援のもとタイの米軍基地からベトナムへ潜入。アクシデントからカメラを始めとする装備の大半を失うも、女性情報員コー・バオと落ち合い収容所へ向かう。
収容所で捕虜の惨状を目の当たりにしたランボーは任務外の救出活動を開始。1人の捕虜を連れ、ベトナム軍による追撃を受けながらも、脱出地点を目指すランボー。目的地へ到着した彼らの頭上へ救助用ヘリコプターが現れたが、ランボーが捕虜を連れていることを知ったマードックから救出を中止するよう命じられたヘリは帰還してしまう。置き去りにされたランボーたちは捕らえられ、収容所へ連れ戻される。苛烈な拷問を受けるランボーの前に、ベトナム軍支援のため秘密裏に派遣されていたソ連軍将兵が姿を現す。
その後、バオの機転により脱出に成功し、バオと口づけを交わし、ランボーはバオの夢である渡米を誓うが、その直後ランボーが目を離した隙にバオがベトナム軍兵士たちにより狙撃されてしまう。ランボーは敵兵たちを返り討ちにしたが、バオはランボーの腕の中で「アメリカに行きたい」と呟きながら息を引き取る。そして、ランボーはバオの仇討ちと捕虜の救出を決意し、敵への反撃を開始する。

## キャスト
| 役名                         | 俳優                       | 日本語吹替                                     | 日本語吹替                         | 日本語吹替                        | 日本語吹替                                    |
| 役名                         | 俳優                       | 日本テレビ版                                   | TBS版                              | フジテレビ版                      | テレビ朝日版                                  |
| ---------------------------- | -------------------------- | ---------------------------------------------- | ---------------------------------- | --------------------------------- | --------------------------------------------- |
| ジョン・ランボー             | シルヴェスター・スタローン | 玄田哲章                                       | 羽佐間道夫                         | 銀河万丈                          | 佐々木功                                      |
| サミュエル・トラウトマン大佐 | リチャード・クレンナ       | 小林昭二                                       | 小林昭二                           | 阪脩                              | 内田稔                                        |
| マードック司令官             | チャールズ・ネイピア       | 勝部演之                                       | 小林修                             | 樋浦勉                            | 小林勝彦                                      |
| ポドフスキー中佐             | スティーヴン・バーコフ     | 中田浩二                                       | 青野武                             | 大塚芳忠                          | 麦人                                          |
| コー・バオ                   | ジュリア・ニクソン         | 高島雅羅                                       | 勝生真沙子                         | 金野恵子                          | 日野由利加                                    |
| エリクソン                   | マーティン・コーヴ         | 堀勝之祐                                       | 屋良有作                           | 笹岡繁蔵                          | 屋良有作                                      |
| バンクス                     | アンディ・ウッド           | 筈見純                                         | 徳丸完                             | 田原アルノ                        | 山野史人                                      |
| タイ軍曹                     | ジョージ・チェン           | 原語音声                                       |                                    | 荒川太郎                          | 大黒和広                                      |
| ヴィン大尉                   | ウィリアム・ジェント       | 原語音声                                       |                                    | 大山高男                          | 原語音声                                      |
| キン大佐                     | ダナ・リー                 | 加藤精三                                       | 加藤精三                           | 麦人                              | 宝亀克寿                                      |
| ユーシン軍曹                 | ボージョ・ゴーリク         | 島香裕                                         |                                    | 高宮俊介                          | 中多和宏                                      |
| ライファー                   | スティーブ・ウィリアムス   | 麦人                                           | 千田光男                           | 小室正幸                          | 千田光男                                      |
| 刑務官                       | トニー・ミュナフォ         | 郷里大輔                                       |                                    | 荒川太郎                          | 中多和宏                                      |
| 役不明又はその他             |                            | 千田光男 平林尚三 秋元羊介 幹本雄之 喜多川拓郎 |                                    | 広瀬正志 紗ゆり 小野健一 中多和宏 | 伊井篤史 伊藤和晃 成田剣                      |
| 日本語版制作スタッフ         |                            |                                                |                                    |                                   |                                               |
| 演出                         |                            | 蕨南勝之                                       | 蕨南勝之                           | 左近允洋                          | 松川陸                                        |
| 翻訳                         | 戸田奈津子（字幕）         | 鈴木導                                         | 鈴木導                             | 鈴木導                            | 平田勝茂                                      |
| 調整                         |                            |                                                |                                    | 高橋久義                          | 長井利親                                      |
| 効果                         |                            |                                                |                                    |                                   | 南部満治                                      |
| 制作                         |                            | ニュージャパンフィルム                         | ニュージャパンフィルム             | GV                                | ニュージャパンフィルム                        |
| プロデューサー               |                            |                                                | 上田正人                           |                                   | 福吉健                                        |
| 解説                         |                            | 水野晴郎                                       |                                    | 高島忠夫                          | 淀川長治                                      |
| 初回放送                     |                            | 1987年10月9日 『金曜ロードショー』             | 1990年4月11日 『水曜ロードショー』 | 1993年4月24日 『G洋画劇場』       | 1995年5月28日 『日曜洋画劇場』 ノーカット放送 |

- テレビ朝日版がDVD・BD収録。
- 2020年2月14日発売の 「ランボー/怒りの脱出 4Kレストア版 Blu-ray」「ランボー/怒りの脱出 4K Ultra HD Blu-ray (Ultra HD Blu-ray +Blu-ray 2枚組)」には4種類全ての日本語吹替が収録。

## スタッフ
- 監督 - ジョージ・P・コスマトス
- 製作 - バズ・フェイシャンズ
- 製作総指揮 - マリオ・カサール、アンドリュー・G・ヴァイナ
- キャラクター原案 - ディヴィッド・マレル
- 脚色 - シルヴェスター・スタローン、ジェームズ・キャメロン
- 撮影 - ジャック・カーディフ
- 編集 - マーク・ゴールドブラット、マーク・ヘルフリッチ
- 音楽 - ジェリー・ゴールドスミス
- 提供 - カロルコ・ピクチャーズ

## 地上波放送履歴
| 回数   | テレビ局   | 番組名             | 放送日         | 吹替版       |
| ------ | ---------- | ------------------ | -------------- | ------------ |
| 初回   | 日本テレビ | 金曜ロードショー   | 1987年10月9日  | 日本テレビ版 |
| 2回目  | 日本テレビ | 金曜ロードショー   | 1989年4月14日  | 日本テレビ版 |
| 3回目  | TBS        | 水曜ロードショー   | 1990年4月11日  | TBS版        |
| 4回目  | 日本テレビ | 金曜ロードショー   | 1991年10月18日 | 日本テレビ版 |
| 5回目  | フジテレビ | ゴールデン洋画劇場 | 1993年4月24日  | フジテレビ版 |
| 6回目  | テレビ朝日 | 日曜洋画劇場       | 1995年5月28日  | テレビ朝日版 |
| 7回目  | フジテレビ | ゴールデン洋画劇場 | 1997年1月11日  | フジテレビ版 |
| 8回目  | フジテレビ | ゴールデン洋画劇場 | 1998年8月22日  | フジテレビ版 |
| 9回目  | フジテレビ | ゴールデンシアター | 2002年1月26日  | フジテレビ版 |
| 10回目 | テレビ東京 | 午後のロードショー | 2004年11月30日 | テレビ朝日版 |
| 11回目 | テレビ東京 | 木曜洋画劇場       | 2007年11月29日 | テレビ朝日版 |
| 12回目 | テレビ東京 | 午後のロードショー | 2012年8月23日  | テレビ朝日版 |
| 13回目 | テレビ東京 | 午後のロードショー | 2014年11月13日 | テレビ朝日版 |
| 14回目 | テレビ東京 | 午後のロードショー | 2017年1月27日  | テレビ朝日版 |
| 15回目 | テレビ東京 | 午後のロードショー | 2020年5月22日  | テレビ朝日版 |

## 解説
前作は「ベトナム戦争による帰還兵のトラウマと市民からの迫害」を描いた作品だったが、本作ではアクションに重点が置かれた。英語題名にランボーが使われたのは本作からである。
本作にはM60やAK47、トカレフやRPG-7などベトナム戦争で使われていた銃火器が多数登場する(ミリタリーマニアとして知られる脚本のジェームズ・キャメロンによるもの)。なお、80年代後半には「ランボー者」「地獄のバトルコマンドー」などの、上半身裸に片手でM60を持つというスタイルのB級コマンドアクション映画が量産された。
日本でのタイトルは、前作が『ランボー』で次作が『ランボー3』であるが、本作は『ランボー2』にはなっていない。公開当時のポスター等宣伝で使用されていたタイトル表記は『ランボー スーパーシリーズ第2弾 怒りの脱出』である。これは、前作『ランボー』は非英語圏の配給会社が名づけたオリジナルタイトルであり、アメリカ本国の原題は『First Blood』だったのだが、その本国が続編である本作に『RAMBO』とつけたため、次作(第3作)が『RAMBO 2』になる可能性も否定できなかったからである。だが次作は本国の方が配慮する形で『RAMBO III』になった。これによりアメリカ本国での3作品のタイトルは『First Blood』『RAMBO:First Blood Part II』『RAMBO III』となり、『RAMBO II』というタイトルの作品は存在しない。但し、ニコラス・ケイジ主演の『ロード・オブ・ウォー』に「ランボー1か2か3か」というセリフがあるように、本国でも通称は『ランボー1、2、3』である。

### 脚本
前作の公開後、多くのベトナム帰還兵からスタローンのもとにファンレターが届いた。その中に、「是非、捕虜を題材にした続編を作ってほしい」というものがあり、スタローンはこの手紙をもとに脚本を執筆した。この脚本の共同執筆者には若き日のジェームズ・キャメロンが含まれる。当初はベトナム戦争で捕虜となった戦友をランボーが救出に行くというストーリーだった。キャメロン参加の脚本では、ランボーがアメリカ側からも命を狙われ、追われ孤立するという展開が描かれている。コー・バオとのラブロマンスも含め、全体的なプロットが『ターミネーター』に似通っている。しかしキャメロンによれば「コスマトス監督とスタローンは強いアメリカを体現する作品にしたかったようだ」とのことであり、方向性の違いから第2稿以降にはタッチしていない。
キャメロンが共同脚本を執筆したのは1983年だったが、翌1984年チャック・ノリスの『地獄のヒーロー』が公開、ベトナム戦時行方不明者MIAを奪還するというプロットが酷似しており、本作の公開がさらに翌年の1985年だったにもかかわらず、『地獄のヒーロー』は本作の脚本の盗作であるとの批判まで起きた。しかし実際には、キャメロン脚本執筆の同年に『ランボー』の監督だったテッド・コッチェフによるジーン・ハックマン主演『地獄の7人』が同じ趣旨で制作されている。こうしたMIA奪還物の元祖であるJ.C.ポロック著の小説『ミッションMIA』はさらに前年1982年の刊行である。主人公が水中に潜み、いきなり水面に飛び出し反撃するくだりは『ランボー/怒りの脱出』『地獄のヒーロー』双方にある。絶命しそうになった登場人物が、胸に吊るした手りゅう弾のピンを抜いて、眼下の敵にダイブし自爆するシーンは『地獄のヒーロー』『地獄の7人』双方にある。本作における、前述のベトナム帰還兵からスタローンへの手紙が創作のきっかけになったとの主張は、事実はどうあれこうしたアイディア盗用合戦とは無関係であると宣言する側面もあった。スタローンとノリスは後年『エクスペンダブルズ2』で共演している。
前作の原作『一人だけの軍隊(First Blood)』の著者デイヴィッド・マレルが本作の小説版（訳書は下記）を執筆しているが、ノベライズであり原作ではない。冒頭に「私の著書『一人だけの軍隊』で、ランボーは死んだ。映画では、彼は生き残った。本書は映画の方の続編である」との断り書きがある。マレルは次作『ランボー3/怒りのアフガン』のノベライズも担当し、冒頭に同じ断り書きを入れている。
ノベライズ版では、連絡員コーが落命してしまう経緯が完成した映画とは異なる、ランボーが弓術を会得するなどナバホ族にルーツを持つ背景の描写、救出した米軍捕虜たちとの会話が描かれるなど脚本の決定稿以前のプロットをうかがえる内容になっている。
- ディヴィッド・マレル『ランボー 最後の戦場』沢川進訳、早川書房〈ハヤカワ文庫〉、1985年6月。ISBN 978-4150403850